# Jezioro Bryńskie Północne
Jezioro Bryńskie Północne – jezioro w woj. kujawsko-pomorskim, w powiecie brodnickim, w gminie Górzno, leżące na terenie Równiny Urszulewskiej.

## Dane morfometryczne
Powierzchnia zwierciadła wody wynosi 27,9 ha.
Zwierciadło wody położone jest na wysokości 115,4 m n.p.m.. Średnia głębokość jeziora wynosi 2,2 m, natomiast głębokość maksymalna 7,0 m.
Na podstawie badań przeprowadzonych w 2000 roku wody jeziora zaliczono do II klasy czystości i II kategorii podatności na degradację.

## Hydronimia
Według urzędowego spisu opracowanego przez Komisję Nazw Miejscowości i Obiektów Fizjograficznych (KNMiOF) nazwa tego jeziora to Jezioro Bryńskie Północne.